# Quatre Femmes à la recherche du bonheur
Pour plus de détails, voir Fiche technique et Distribution.
Quatre Femmes à la recherche du bonheur (titre original : Ladies in Love) est un film américain réalisé par Edward H. Griffith, sorti en 1936.

## Fiche technique
- Titre : Quatre Femmes à la recherche du bonheur
- Titre original : Ladies in Love
- Réalisation : Edward H. Griffith
- Scénario : Melville Baker, Charles Kenyon et Paul Girard Smith d'après une pièce de Ladislaus Bus-Fekete
- Photographie : Hal Mohr
- Montage : Ralph Dietrich
- Musique : David Buttolph, Cyril J. Mockridge et Louis Silvers (non crédités)
- Direction artistique : William S. Darling
- Décors : Thomas Little
- Costumes : Gwen Wakeling
- Producteurs : Darryl F. Zanuck, Buddy G. DeSylva (producteur associé)
- Société de production : Twentieth Century Fox
- Pays d'origine : États-Unis
- Langue : anglais
- Format : Noir et blanc — 35 mm — 1,37:1 — Son : Mono (Western Electric Noiseless Recording)
- Genre : Comédie, Film romantique
- Durée : 97 minutes (1 h 37)
- Date de sortie : 
  - États-Unis : 9 octobre 1936
  - États-Unis : 28 octobre 1936 New York
  - France : 4 mars 1937

## Distribution
- Janet Gaynor : Martha Kerenye
- Loretta Young : Susie Schmidt
- Constance Bennett : Yoli Haydn
- Simone Simon : Marie Armand
- Don Ameche : Dr. Rudi Imre
- Paul Lukas : John Barta
- Tyrone Power : Karl Lanyi
- Alan Mowbray : Paul Sandor
- Wilfrid Lawson : Ben Horvath
- J. Edward Bromberg : Franz Brenner
- Virginia Field : Comtesse Helena
- Frank Dawson : Johann
- Egon Brecher : Concierge
- Vesey O'Davoren : Fritz
- John Bleifer : Porter
- Eleanor Wesselhoeft : Femme de ménage